# Liste von Brunnen in Innsbruck
Die Liste von Brunnen in Innsbruck enthält die Brunnen im Stadtgebiet von Innsbruck, die historisch bedeutend oder künstlerisch gestaltet sind.
Da die umliegenden Quellen zu damals eigenständigen Gemeinden gehörten, bezog die Stadtbevölkerung ihr Trinkwasser ursprünglich aus Ziehbrunnen. Aufgrund der zunehmenden Verunreinigung dieser Brunnen erwarb die Stadt Ende des 15. Jahrhunderts mehrere auf Höttinger Gemeindegebiet liegende Quellen und ließ eine Wasserleitung in die Stadt legen. 1485 stand der erste Brunnen am Stadtplatz. Ab dem 16. Jahrhundert wurde auch Wasser aus Mühlau in die Stadt geleitet. Ab der Barockzeit wurden die Brunnen zum Teil künstlerisch gestaltet und Zierbrunnen errichtet, die nicht primär der Trinkwasserversorgung dienten. Unter den Brunnenfiguren befinden sich insbesondere Heilige, Tiere sowie Sagen- und Märchengestalten.
Die sortierbare Liste enthält den Namen, den Standort (Stadtteil und Straße/Platz), den Künstler/die Künstlerin, das Jahr der Fertigstellung bzw. Aufstellung, sowie weitere Informationen. Falls ein Brunnen (als eigenständiges Objekt und nicht nur Teil eines Ensembles) unter Denkmalschutz steht, führt ein Link in der Spalte Anmerkungen zum entsprechenden Eintrag der Denkmalliste.

## Brunnen
| Bild                      | Name                             | Standort                                                           | Darstellung                                                   | Künstler                                             | Jahr    | Anmerkung |
| ------------------------- | -------------------------------- | ------------------------------------------------------------------ | ------------------------------------------------------------- | ---------------------------------------------------- | ------- | --- |
|                           | Trautsonbrunnen                  | Innenstadt Herzog-Friedrich-Straße ⊙                               |                                                               |                                                      | 1806    | einziger am originalen Standort erhaltener Brunnen in der Altstadt; unter Denkmalschutz                                                           |
|                           | Brunnen unter dem Goldenen Dachl | Innenstadt Herzog-Friedrich-Straße ⊙                               | Stadtengel mit Stadtwappen                                    | Hans Andre                                           | 1934    | zur Erinnerung an den alten Platzbrunnen vor dem Goldenen Dachl errichtet                                                                         |
| Brunnen in einem Innenhof | Brunnen                          | Innenstadt Herzog-Friedrich-Straße, Innenhof des Alten Rathauses ⊙ |                                                               |                                                      |         | mit Altem Rathaus und Stadtturm unter Denkmalschutz                                                                                               |
|                           | Brunnen                          | Innenstadt Herzog-Friedrich-Straße, Innenhof der Claudiana ⊙       |                                                               | Claus-Andreas Barthelmess                            | 1968    | gestiftet von Senator Köhler und Fabrikant Lunke, Witten an der Ruhr                                                                              |
|                           | Brunnen                          | Innenstadt Kiebachgasse ⊙                                          | hl. Florian                                                   |                                                      |         | im Innenhof der ehemaligen Theresianischen Normalschule                                                                                           |
|                           | Sarner Brünnl                    | Innenstadt Schlossergasse ⊙                                        | Wappen von Innsbruck und Sarntal                              | Ernst Wolgemuth                                      | 1989    | Geschenk der Gemeinde Sarntal, Ersatz für das im Zweiten Weltkrieg zerstörte Sarntheinbrünnl                                                      |
|                           | Bücherbrunnen                    | Innenstadt Stiftgasse ⊙                                            | Bücher                                                        | Michael Defner                                       | 1985    | [ 4 ] |
|                           | Brunnen                          | Innenstadt westlicher kleiner Hof der Hofburg ⊙                    |                                                               |                                                      | 1854    | neugotischer gusseiserner Brunnen |
|                           | Leopoldsbrunnen                  | Innenstadt Rennweg ⊙                                               | Reiterstatue Erzherzog Leopolds V.                            | Caspar Gras                                          | 1630    | in der heutigen Form 1891 nach Plänen von Johann Wunibald Deininger und Heinrich Fuss aufgestellt; unter Denkmalschutz                            |
|                           | Rudolfsbrunnen                   | Innenstadt Bozner Platz ⊙                                          | Herzog Rudolf IV.                                             | Friedrich von Schmidt, Johann Grissemann             | 1877    | errichtet zur 500-Jahr-Feier der Vereinigung Tirols mit Österreich; unter Denkmalschutz                                                           |
|                           | Josefsbrunnen                    | Innenstadt Bischof-Reinhold-Stecher-Platz ⊙                        | hl. Josef                                                     | Emmerich Kerle                                       | 1991    | [ 8 ] |
|                           | Brunnen                          | Innenstadt Museumstraße ⊙                                          |                                                               |                                                      | um 1875 | zwei Brunnen beiderseits des Ferdinandeums; unter Denkmalschutz                                                                                   |
|                           | Brunnen                          | Innenstadt Hofgarten ⊙                                             |                                                               |                                                      | 16. Jh. | Brunnenfuß und -schale vermutlich aus dem Hofgarten des 16. Jahrhunderts stammend                                                                 |
|                           | Froschkönigbrunnen               | Innenstadt Hofgarten ⊙                                             | Prinzessin mit Froschkönig                                    | Albin Lanner                                         | 1948    | Wasserbecken aus dem 18. Jahrhundert |
|                           | Brunnen                          | Innenstadt Hofgarten ⊙                                             | wasserspeiender Fisch                                         | Albin Lanner                                         | 1948    | Wasserbecken aus dem 18. Jahrhundert |
|                           | Hans-im-Glück-Brunnen            | Innenstadt Durchgang Maria-Theresien-Straße 49/49a ⊙               | Hans im Glück mit Gans                                        | Franz Staud                                          | 1956    | [ 14 ] |
|                           | Vereinigungsbrunnen              | Innenstadt Eduard-Wallnöfer-Platz ⊙                                | zwei Steine mit acht Durchbrüchen                             | Peter A. Bär                                         | 1999    | erinnert an die Vereinigung der früher selbstständigen Gemeinden mit Innsbruck, Ersatz für den Vereinigungsbrunnen am Bahnhofsplatz (siehe unten) |
|                           | Brunnen                          | Innenstadt Universitätsklinik ⊙                                    | zwei spielende Bärenkinder                                    | Helmut Millonig                                      | 1979    | errichtet zum Jahr des Kindes 1979 |
|                           | Mariahilfbrunnen                 | Mariahilf-St. Nikolaus Mariahilfstraße ⊙                           | Madonna mit Kind                                              | Franz Santifaller                                    | 1926    | unter Denkmalschutz |
|                           | Joachimsbrunnen                  | Mariahilf-St. Nikolaus Waltherpark ⊙                               | hl. Joachim mit Maria                                         | Johann Martin Gumpp der Ältere, Ingenuin Lechleitner | 1709    | einziger Barockbrunnen Innsbrucks; 1709 in der Maria-Theresien-Straße errichtet, 1851 im Waltherpark aufgestellt; unter Denkmalschutz             |
|                           | Nikolausbrunnen                  | Mariahilf-St. Nikolaus Hans-Brenner-Platz ⊙                        | hl. Nikolaus                                                  | Helmut Millonig                                      | 1953    | unter Denkmalschutz |
|                           | Jahnbrunnen                      | Dreiheiligen-Schlachthof Jahnstraße ⊙                              | 64 Steine aus am Turnfest teilnehmenden Gemeinden             | Erich Keber                                          | 1972    | zur Erinnerung an das Bundesturnfest 1966 in Innsbruck errichtet                                                                                  |
|                           | Weltenei                         | Dreiheiligen-Schlachthof Erzherzog-Eugen-Straße ⊙                  | Granitfindling mit vergoldeter Scheibe                        | Leo Gutmann                                          | 1993    | [ 20 ] [ 21 ] |
|                           | Brunnen am Haydnplatz            | Saggen Haydnplatz ⊙                                                | Mädchen mit Krug                                              | Hans Plangger                                        | 1953    | Skulptur geschaffen 1940–1944, aufgestellt 1953; unter Denkmalschutz                                                                              |
|                           | Brunnen                          | Saggen Verdroßplatz ⊙                                              | Seehund (?)                                                   |                                                      |         | |
|                           | Casinobrunnen                    | Wilten Salurner Straße ⊙                                           | Casino-Accessoires                                            |                                                      | um 2000 | [ 23 ] |
| Bild gesucht BW           | Florianbrunnen                   | Wilten Leopoldstraße ⊙                                             | hl. Florian                                                   |                                                      | 19. Jh. | [ 24 ] |
| Bild gesucht BW           | Brunnen                          | Wilten Klostergasse ⊙                                              |                                                               |                                                      | 19. Jh. | Steinbrunnen in deutschen Renaissanceformen an der Klostermauer                                                                                   |
|                           | Brunnen                          | Wilten Sonnenburgstraße ⊙                                          | zwei verschlungene Fische                                     |                                                      | 1886    | im Volksmund „Salz- und Pfefferbüchsel-Brunnen“; ursprünglich am Bahnhofsplatz, 1905 versetzt; unter Denkmalschutz                                |
|                           | Tierschutzbrunnen                | Wilten Beselepark ⊙                                                |                                                               |                                                      | 1911    | ursprünglich in Mariahilf aufgestellt; unter Denkmalschutz                                                                                        |
|                           | Rossbrunnen                      | Wilten Egger-Lienz-Straße ⊙                                        | zwei Pferdeköpfe                                              | Ilse Glaninger-Balzar                                | 1971    | [ 29 ] |
|                           | Hans-im-Glück-Brunnen            | Sieglanger-Mentlberg vor Schloss Mentlberg ⊙                       | Hans im Glück                                                 | Alois Mayer                                          | 1978    | Brunnenschale von 1900; unter Denkmalschutz |
|                           | Florianbrunnen                   | Pradl Pradler Straße ⊙                                             | hl. Florian                                                   |                                                      | 1865    | Brunnentrog von 1865, Statue aus der Barockzeit; unter Denkmalschutz                                                                              |
|                           | Salige-Fräulein-Brunnen          | Pradl Rapoldipark ⊙                                                | drei Salige Frauen                                            | Hans Plangger                                        | 1954    | 1944 als Teil einer geplanten Monumentalanlage am Rennweg entworfen, 1954 im Rapoldipark aufgestellt; unter Denkmalschutz                         |
|                           | Schwanenbrunnen                  | Reichenau Gutshofweg ⊙                                             | vier Schwäne                                                  | Michael Defner                                       | 1983    | [ 33 ] [ 34 ] |
|                           | Brunnen                          | Reichenau Reichenauer Straße ⊙                                     | auffliegende Wildgänse                                        | Helmut Millonig                                      | 1973    | [ 35 ] |
|                           | Brunnen beim Großen Gott         | Hötting Schneeburggasse ⊙                                          | Maria mit Kind                                                | Max Spielmann                                        | 19. Jh. | Keramikrelief Maria mit Kind aus dem 20. Jh.; mit der Kapelle unter Denkmalschutz                                                                 |
|                           | Froschkönigbrunnen               | Hötting Botanischer Garten ⊙                                       | Froschkönig                                                   |                                                      |         | |
|                           | Krötenbrünnl                     | Hötting Botanischer Garten ⊙                                       | Kröte                                                         | Siegfried Hafner                                     | 1989    | |
|                           | Brunnen                          | Höttinger Au Spielplatz Scheuchenstuelgasse ⊙                      | Pilz                                                          | Gerlinde Fritz                                       | 1985    | [ 37 ] |
|                           | Brunnen                          | Höttinger Au Uferstraße ⊙                                          | Chamäleon                                                     | Karl H. A. Pfeifle                                   | 1993    | [ 38 ] |
| Bild gesucht              | Brunnen                          | Hötting West                                                       | Windrad                                                       | Josef Lackner                                        | um 1990 | [ 20 ] |
| Bild gesucht BW           | Brunnenanlage                    | Hötting West Peerhofstraße ⊙                                       |                                                               | Günther Norer                                        | 1987    | [ 39 ] |
|                           | Brunnen                          | Hötting West Viktor-Franz-Hess-Straße ⊙                            | Kinderszenen                                                  | Elmar Kopp                                           | 1988    | [ 40 ] |
|                           | Kuttlerbrunnen                   | Hungerburg Höhenstraße ⊙                                           | Wappen von Hötting und Mühlau, Stadtteilwappen der Hungerburg | Adalbert Kuttler                                     | 1992    | [ 20 ] [ 41 ] |
|                           | Dorfbrunnen                      | Mühlau Hauptplatz ⊙                                                | Mühlrad (Wappensymbol Mühlaus)                                | Willi Stigler                                        | 1929    | anstelle eines älteren Brunnens errichtet; unter Denkmalschutz                                                                                    |
|                           | Olympiabrunnen                   | Olympisches Dorf Josef-Kerschbaumer-Straße ⊙                       | Olympische Ringe                                              |                                                      |         | zur Erinnerung an die Olympischen Spiele 1964 und 1976                                                                                            |
|                           | Dorfbrunnen (Florianibrunnen)    | Amras Geyrstraße ⊙                                                 | hl. Florian                                                   |                                                      | 1864    | unter Denkmalschutz |
|                           | Pankratiusbrunnen                | Amras Philippine-Welser-Straße ⊙                                   | hl. Pankratius                                                | Adalbert und Peter Kuttler                           | 1997    | [ 45 ] [ 46 ] |
|                           | Brunnen                          | Amras Philippine-Welser-Straße ⊙                                   |                                                               | Martin Gundolf                                       | um 1990 | [ 47 ] |
|                           | Venezianischer Brunnen           | Amras Schlosspark Ambras ⊙                                         |                                                               |                                                      | 1914    | |
| Bild gesucht BW           | Brunnen                          | Arzl Johannesgasse ⊙                                               | Speckbacherkompanie-Schütze von 1809                          |                                                      | um 1990 | [ 48 ] |

## Ehemalige Brunnen
| Bild            | Name                                              | Standort                      | Darstellung                                                                          | Künstler          | Jahr | Anmerkung |
| --------------- | ------------------------------------------------- | ----------------------------- | ------------------------------------------------------------------------------------ | ----------------- | ---- | --- |
|                 | Vereinigungsbrunnen                               | Innenstadt Südtiroler Platz ⊙ | Personifikationen Innsbrucks, Wiltens und Pradls, Personifikationen von Inn und Sill | Franz Baumgartner | 1906 | gestiftet von Johann von Sieberer, erinnerte an die Eingemeindung Wiltens und Pradls nach Innsbruck 1904; 1940 abgebaut, Brunnenschale heute am Domplatz |
| Bild gesucht BW | Brunnen am Sparkassenplatz (Spiel mit dem Wasser) | Innenstadt Sparkassenplatz ⊙  | drei harfenspielende Figuren                                                         | Jos Pirkner       | 1980 | 2004 abgebaut |
| Bild gesucht BW | Brunnen                                           | Wilten Kaiserschützenplatz ⊙  | Mädchen mit Storch                                                                   | Hans Plangger     | 1957 | Skulptur 1943/1944 geschaffen, 1957 aufgestellt, 2018 abgebaut                                                                                           |